# ジャック・ベンダー
ジャック・ベンダー（Jack Bender, 1949年9月25日 - ）は、アメリカ合衆国のテレビ及び映画の監督、俳優、プロデューサー、脚本家である。
ABCのテレビドラマ『LOST』では製作総指揮を務めた他、シリーズ最終回の「終幕」を含む多数のエピソードを監督した。ベンダーは他に『ザ・ソプラノズ 哀愁のマフィア』、『カーニバル』、『エイリアス』、『ボストン・パブリック』などを監督した。

## 主なフィルモグラフィ

### 映画
- カインド・オブ・ラブ Two Kinds of Love (1983) テレビ映画、監督
- 霊界からのメッセージ・降霊盤の謎 Deadly Messages (1985) テレビ映画、監督
- ハロウィンズ/死霊復活祭 The Midnight Hour (1985) テレビ映画、監督
- The Dreamer of Oz (1990) テレビ映画、監督
- リンカーン/アメリカを統一した男 The Perfect Tribute (1991) テレビ映画、監督
- チャイルド・プレイ3 Child's Play 3 (1991) 監督
- Gambler V: Playing for Keeps (1994) テレビ映画、監督
- 女医 Nothing Lasts Forever (1995) テレビ映画、監督
- 鬼教師ミスター・グリフィン Killing Mr. Griffin (1997) テレビ映画、監督
- 生きていく理由 A Call to Remember (1997) テレビ映画、監督・製作総指揮
- テンペスト The Tempest (1998) テレビ映画、監督・製作総指揮
- ローン・レンジャー 復讐のガンマン The Lone Ranger (2003) テレビ映画、監督

### テレビシリーズ
- 刑事コロンボ第22作「第三の終章」(1974)/出演・Wolpert(ウォルパート)
- ビバリーヒルズ高校白書 Beverly Hills, 90210 (1992-1995) 計3監督
- プロファイラー/犯罪心理分析官 Profiler (1996-1998) 計4話監督
- フェリシティの青春 Felicity (2000) 計3話監督
- ザ・ソプラノズ 哀愁のマフィア The Sopranos (2001-2006) 計4話監督
- Judging Amy (1999-2001) 計6話監督
- エイリアス Alias (2001-2004) 計11話監督
- カーニバル Carnivàle (2003-2005) 計2話監督
- LOST Lost (2004-2010) 計38話監督、計103話製作総指揮
- ALCATRAZ/アルカトラズ Alcatraz (2012) 計4話監督、計13話製作総指揮
- アンダー・ザ・ドーム Under the Dome (2013-2015) 計9話監督　計39話製作総指揮
- ゲーム・オブ・スローンズ Game of Thrones (2016) シーズン6 第5話 第6話監督
- ザ・ラスト・シップ The Last Ship (2014-2018) 計8話監督
- ミスター・メルセデス Mr. Mercedez (2017-) 監督、製作総指揮
- アウトサイダー The Outsider (2020) 製作総指揮